# Инаугурация Эндрю Джонсона
Инаугурация Эндрю Джонсона в качестве 17-го Президента США состоялась 15 апреля 1865 года, после убийства 16-го президента Авраама Линкольна. Президентскую присягу проводил Председатель Верховного суда США Салмон Чейз.
Данная инаугурация – третья незапланированная, чрезвычайная инаугурация в истории инаугураций президента США.

## Инаугурация
Инаугурация нового президента прошла в маленькой гостиной отеля Raleigh, между 10 и 11 часами утра. Из присутствующих были члены кабинета министров, несколько сенаторов, членов Палаты представителей и других высокопоставленных лиц. После церемонии президент Джонсон выступил с импровизированной инаугурационной речью, которая началась с того, что он попросил кабинет министров остаться с ним, а затем атаковал Конфедерацию с такой яростью, что один свидетель заметил: «Было бы лучше, если бы он онемел».
Когда президент Линкольн лежал при смерти, вице-президент Джонсон посетил комнату, где он лежал. Когда миссис Линкольн увидела его, она, как сообщается, закричала и потребовала, чтобы его увезли, поэтому он вернулся в свою комнату в отеле Raleigh. Согласно газетным сообщениям, Джонсон был сильно пьян, и когда помощники покойного Линкольна пришли за новым президентом, они не могли разбудить его в течение нескольких минут. Когда он наконец проснулся, в отчётах говорилось, что у него «были опухшие глаза, а волосы были заляпаны грязью с улицы», из-за чего пришлось вызвать парикмахера и врача, чтобы привести его в порядок для церемонии, которая, по мнению большинства, прошла гладко. Однако существуют и другие свидетельства, которые некоторые считают более надёжными, которые опровергают это утверждение.